# Radestów
Radestów (prononciation : [raˈdɛstuf]) est un village polonais de la gmina de Borkowice dans le powiat de Przysucha de la voïvodie de Mazovie dans le centre-est de la Pologne.
Il se situe à environ 3 kilomètres au nord-est de Borkowice (siège de la gmina), 8 kilomètres au sud-est de Przysucha (siège du powiat) et à 100 kilomètres au sud de Varsovie (capitale de la Pologne).

## Histoire
De 1975 à 1998, le village appartenait administrativement à la voïvodie de Radom.